# Franz Schönhuber
Franz Xaver Schönhuber (Trostberg, 10 de enero de 1923 - Múnich, 27 de noviembre de 2005) fue un periodista, político y escritor alemán. Ganó fama como fundador y presidente del partido de derecha alemán  Die Republikaner.

## Primeros años
Schönhuber asistió al Gymnasium en Munich y obtuvo su Abitur en 1942. A los catorce años se hizo miembro de las Juventudes Hitlerianas y a los diecinueve del Partido Nazi. Se unió voluntariamente a las Waffen-SS y se desplegó en el frente. Como SS-Unterscharführer, ganó una Cruz de Hierro de segunda clase.
Después de la guerra, durante el proceso de desnazificación, los Aliados lo clasificaron como un simple seguidor del nazismo en lugar de un participante clave. Luego comenzó una carrera como periodista y escribió para varios periódicos importantes, incluyendo el Münchner Abendzeitung y el Deutsche Woche. También fue jefe de redacción de tz. Al mismo tiempo, presentó programas de televisión para la Bayerischer Rundfunk, como Gute Fahrt o Jetzt red ich. En 1975 fue el jefe en la Bayerischer Rundfunk del área de "Información de Baviera".
De 1975 a 1981 fue presidente de la Bayerischer Journalisten-Verband (Unión de Periodistas de Baviera) y miembro del Deutscher Presserat (Consejo de Prensa Alemán). Su carrera fue golpeada cuando en 1981 publicó su autobiografía Ich war dabei (Yo estaba allí). Fue acusado de minimizar los graves crímenes del nacionalsocialismo, aunque dentro de una demanda judicial también ganó la determinación de que el libro no representaba una identificación con el régimen nazi. Fue expulsado de su programa y de la presidencia de la Bayerischen Journalisten-Verband.

## Carrera política
Junto con los exdiputados de la Unión Social Cristiana de Baviera (CSU) Franz Handlos y Ekkehard Voigt, Schönhuber fundó en 1983 el partido populista de derecha "Die Republikaner" (Los Republicanos) y se convirtió en su presidente interino. En los años ochenta, el partido tuvo éxitos sustanciales en las elecciones estatales y europeas. De 1989 a 1994, fue diputado en el Parlamento Europeo. Sin embargo, el deterioro de los resultados dio lugar a conflictos internos y Schönhuber criticó a varios miembros del partido, incluyendo a Harald Neubauer, por haber tenido asociaciones con el Partido Nacionaldemócrata de Alemania (NPD), al que consideraba demasiado "nazi" y también "izquierdista", dado que había propuesto grandes planes de reforma social no compartidos por los republicanos más burgueses-nacionalistas y conservadores de Schönhuber. Más tarde, Schönhuber retiraría sus duras críticas contra el NPD y sus principales políticos. Schönhuber se vio obligado a renunciar a su puesto como presidente del partido el 25 de mayo de 1990. Con la ayuda de sus muchos seguidores, volvió a la presidencia del partido en el mismo año, pero fue derrocado de nuevo cuatro años más tarde debido a los contactos mantenidos con el presidente de la Deutsche Volksunion (DVU) Gerhard Frey.
En 1998, fue candidato al Bundestag alemán por la Deutsche Volksunion. En 2001, junto con Horst Mahler, publicó el libro Schluss mit dem deutschen Selbsthass. También escribió para el Deutsche Nationalzeitung y la revista Nation und Europa.
Después de la muerte de Kerstin Lorenz en septiembre de 2005, el NPD hizo a Schönhuber el candidato directo en el distrito electoral de Dresde I para las elecciones federales alemanas en 2005. Como candidato directo, recibió el 2.42% de los votos. Falleció ese mismo año producto de las complicaciones derivadas de una gripe.

## Publicaciones
- Ich war dabei
- Freunde in der Not
- Macht
- Trotz allem Deutschland
- Die Türken
- In Acht und Bann
- Die verbogene Gesellschaft
- Le Pen - Der Rebell
- Woher? Wohin? Europas Patrioten
- Schluß mit deutschem Selbsthaß (con Horst Mahler)
- Welche Chancen hat die Rechte?
- Der missbrauchte Patriotismus
- Die Volksverdummer - Persönliche Erfahrungen mit deutschen Medienleuten